# Escadaria das Bailarinas

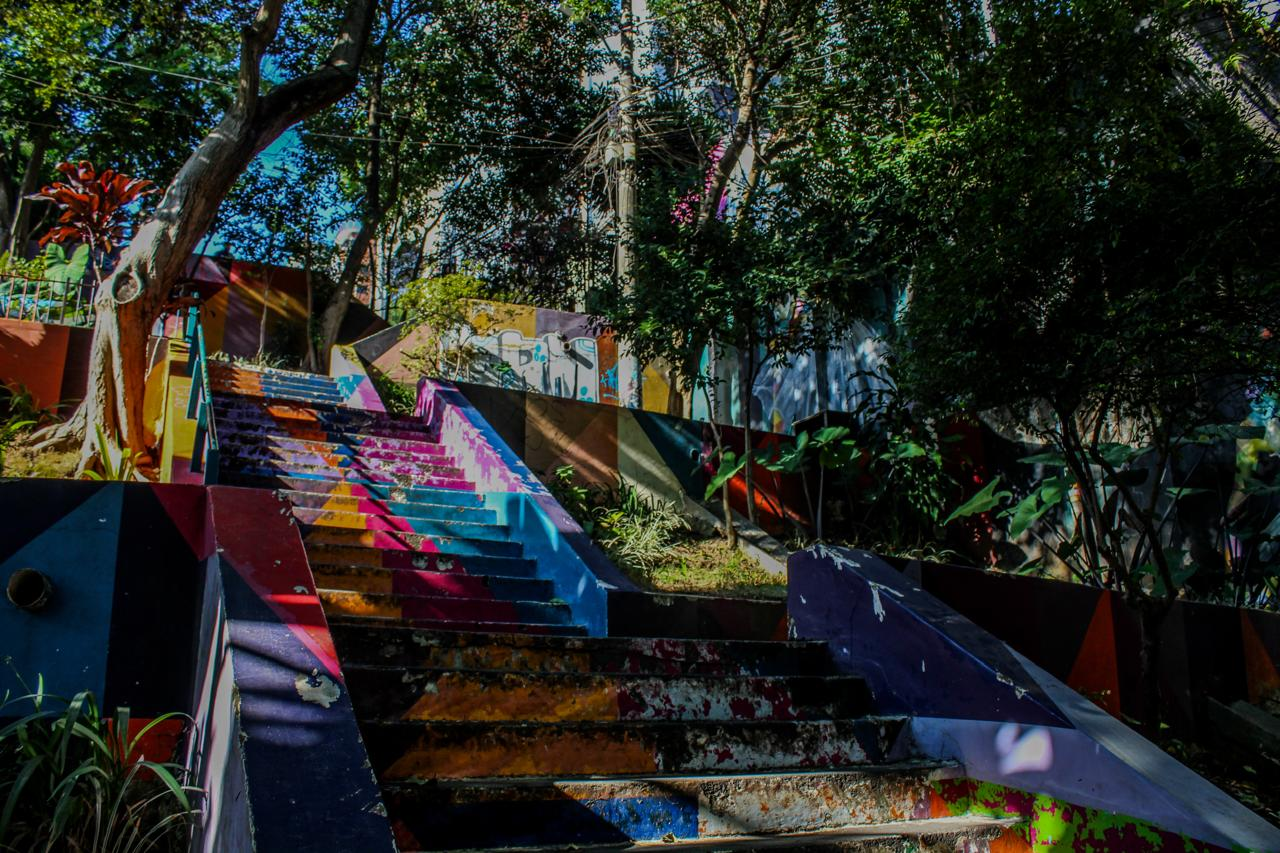
Escadaria das Bailarinas, em 2024

A Escadaria das Bailarinas, também conhecida como Escadão das Bailarinas e Escadão da Alves Guimarães, é um ponto turístico de Pinheiros, em São Paulo. Localiza-se na Rua Alves Guimarães.
Em 2018, o artista Eduardo Kobra desenhou bailarinas nos degraus e muros do local. A iniciativa, financiada pela empresa Bonafont, buscou recuperar a escadaria, anteriormente deteriorada. Algumas das pessoas retratadas por Kobra eram integrantes do Ballet Paraisópolis. As imagens de bailarinas brasileiras estão mescladas com representações artísticas, como as da série sobre balé de Edgar Degas, e alusões a grandes dançarinas europeias. As obras de Kobra, sua primeira intervenção numa escada, tornaram o local em Pinheiros particularmente notório na cena da arte urbana de São Paulo.
Após a revitalização e no contexto da mudança do Plano Diretor que buscou ampliar o adensamento residencial em certos bairros de São Paulo, o entorno da escadaria atraiu investimentos imobiliários. As casas que rodeavam foram compradas e demolidas para a construção de arranha-céus. Poucas residências térreas se mantiveram no local, tornando-se símbolo da resistência à especulação no bairro. Parte das obras de Kobra foi destruída na construção dos prédios.
Com o intuito de preservar a Escadaria das Bailarinas, moradores solicitaram ao CONPRESP o tombamento do local, considerado de relevância histórica e turística.